# نورس غربي
نورس غربي (الاسم العلمي: Larus occidentalis) (بالإنجليزية: Western Gull)‏ هو نوع من الطيور يتبع جنس النورس من الفصيلة النورسية. ويكثر تواجده وتناسله في كندا الولايات المتحدة الأمريكية والمكسيك.

## مراجع

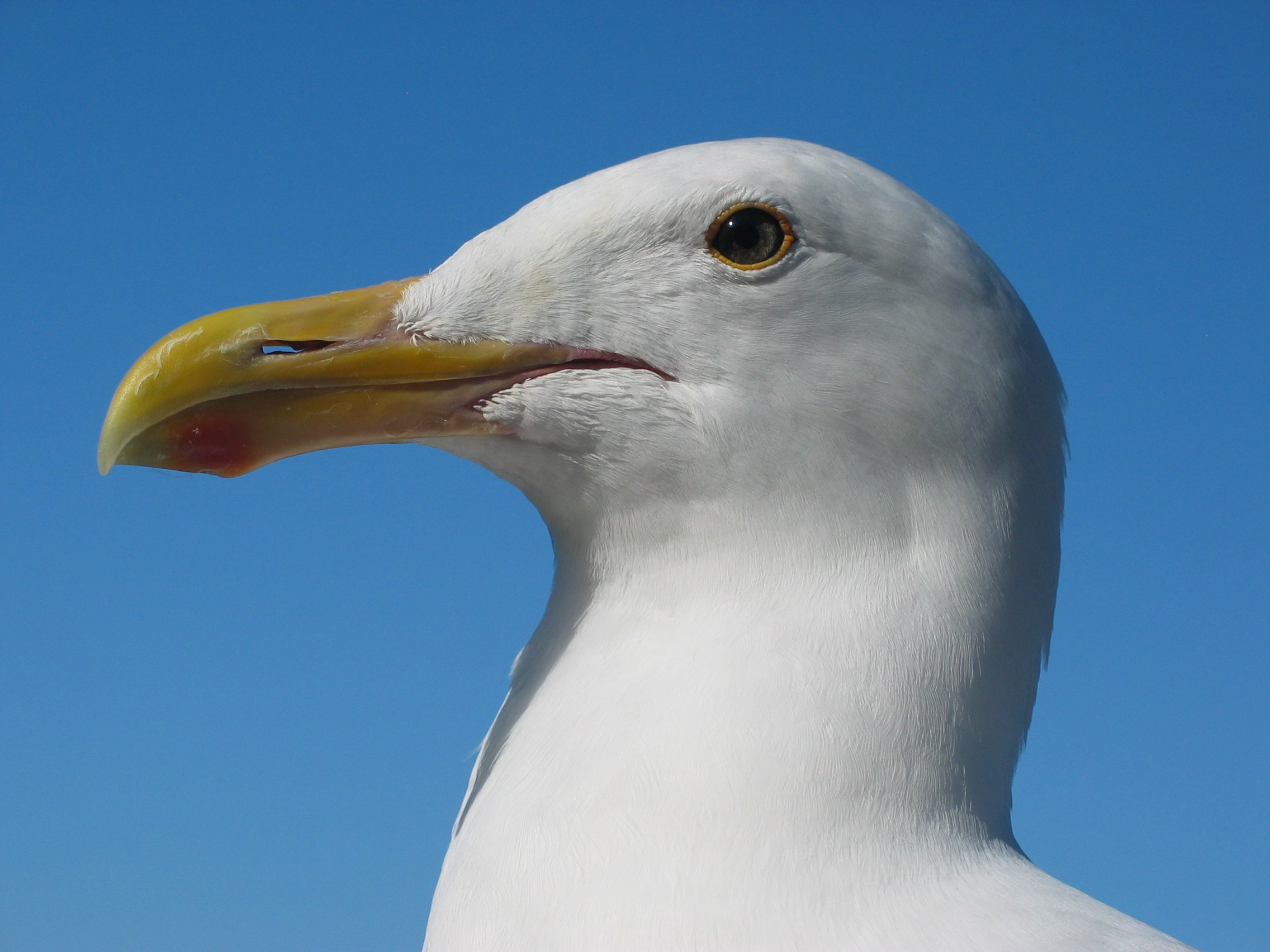
نورس غربي